# Earl McGraw
Pour les articles homonymes, voir McGraw.
Le Texas Ranger Earl McGraw est un personnage de fiction. Il est interprété par Michael Parks. Il apparaît à plusieurs reprises dans des films de Quentin Tarantino et de son ami Robert Rodriguez. Il apparait également dans la série Une nuit en enfer (2014), cette fois sous les traits de Don Johnson.

## Description du personnage
Earl McGraw est un stéréotype ambulant. Texas Ranger sourcilleux, doté d'une belle collection de lunettes de soleil, un Stetson vissé en permanence sur le crâne, McGraw représente un poncif du cinéma américain. 
Son machisme, son débit d'insultes impressionnant et son apparent manque de distinction cachent en réalité un personnage sensible et aimant, bon mari, et finalement bon père, mais aussi un véritable justicier, toujours prêt à déclarer la guerre aux psychopathes et aux monstres qu'il côtoie sans cesse. Son apparence rassurante, figure du shérif, cache elle aussi un combattant que l'on sent impulsif, et bien qu'on ne le voie se battre que dans le film Planète Terreur, ses remarques sont toujours très menaçantes envers ses ennemis.
Tous ces traits de caractère et ces contradictions lui permettent de se rendre attachant aux yeux du spectateur, voire de le faire rire, par ses remarques d'un sexisme ou d'une grossièreté souvent déroutants. Le spectateur ne peut que regretter la brièveté de ses interventions. 
La création de ce personnage, et son utilisation, marquent aussi la réelle complicité qui unit Quentin Tarantino et Robert Rodriguez, Earl McGraw, et sa famille, étant également l'un des liens qui relient les films du diptyque Grindhouse. 
À l'instar du commissaire Lohmann de Fritz Lang, McGraw est un flic préconçu, à même de s'insérer dans n'importe quel film des deux réalisateurs. Cette méthode permet de créer une familiarité avec un univers que Tarantino et Rodriguez semblent construire de film en film. 
Enfin, et comme souvent dans le travail des deux réalisateurs, Earl McGraw doit être vu comme un hommage, hommage ici évident au western et à ses personnages de courageux machos durs à cuire.

## Œuvres où le personnage apparaît

### Une nuit en enfer(1996)
Au début du film, il apparaît dans un liquor store et discute avec Pete Bottoms, le gérant. Il est à la poursuite des sinistres frères Gecko, Seth et Richie. En revenant des toilettes de la boutique, il se fait tuer d'une balle dans la tête par Richie, qui était caché dans l'arrière-boutique avec son frère et deux otages.

### Kill Bill: Volume 1(2003)
Il arrive sur les lieux du massacre de la chapelle de Two Pines. Son fils Edgar, également Texas Ranger, lui décrit la scène. Ils découvrent tous les cadavres, allongés sur le sol de la chapelle. Ils s'approchent du corps de « La Mariée ». Earl McGraw se baisse et s'aperçoit finalement que cette dernière est toujours vivante.

### Boulevard de la mort(2007)
Après le premier massacre de « Stuntman Mike », Earl McGraw et son fils Edgar tentent de comprendre ce qui s'est réellement passé pendant l'accident et pourquoi Mike s'en sort pratiquement indemne alors que les quatre filles sont mortes. À l'hôpital, les deux Rangers croisent également le docteur Dakota Block, qui n'est autre que la fille d'Earl McGraw (Block étant le nom de son mari).

### Planète Terreur(2007)
Alors que la ville est pleine de personnes infectées, Earl McGraw s'occupe désespérément de sa femme Ramona, mourante. Mais il s'aperçoit qu'elle est également devenue une zombie. Sa fille, le docteur Dakota Block, arrive en catastrophe car elle est poursuivie par son mari, le docteur William Block. Earl vient en aide à sa fille, bien qu'ils ne se parlent plus depuis des années. Earl avoue d'ailleurs à sa fille qu'il n'a jamais pu « encadrer » son mari.

### Une nuit en enfer(série télévisée,2014)
Earl fait équipe avec Freddie Gonzalez, qu'il a pris sous son aile lorsque ce dernier était enfant. Ils se rendent chez Benny's World of Liquor pour qu'Earl aille aux toilettes. Il tombe en pleine prise d'otage avec les frères Gecko. À l'extérieur, Freddie ne peut empêcher qu'Earl soit grièvement blessé. Avant de mourir, Earl lui demande de poursuivre jusqu'en enfer les deux criminels.

## Famille
Earl a un fils, Edgar, également Texas Ranger. Il est joué par le vrai fils de l'acteur, James Parks. Il apparaît dans Une nuit en enfer 2 - Le prix du sang, Kill Bill volume 1 et Boulevard de la mort.
Earl a également une fille, Dakota, qui est une doctoresse spécialiste des piqûres, jouée par Marley Shelton. Elle est mariée au Docteur Block (joué par Josh Brolin). On l'aperçoit brièvement dans Boulevard de la mort, puis plus longuement dans l'autre partie du diptyque Grindhouse, Planète Terreur. Elle a un fils, Tony.
Dans Planète Terreur, Earl est au chevet de sa femme Ramona, gravement malade. Il découvre qu'elle est devenue zombie.